# تل سیاه (بندرعباس)
تل سیاه، روستایی در دهستان تازیان بخش مرکزی شهرستان بندرعباس در استان هرمزگان ایران است.

## پیشینه نام
به دلیل اینکه این روستا توسط کوه‌هایی تاحدی مشکی رنگ احاطه شده، نامش را تل سیاه گذاشتند.

## جمعیت
بر پایه سرشماری عمومی نفوس و مسکن در سال ۱۳۹۵، جمعیت این روستا برابر با ۵۱۲ نفر (۱۴۵ خانوار) بوده است.